# Hettangiense
| Era Eratema | Periodo Sistema | Época Serie         | Edad Piso                      | Inicio, en millones de años |
| ----------- | --------------- | ------------------- | ------------------------------ | --------------------------- |
| Mesozoico   | Cretácico       | Cretácico           | Cretácico                      | 143,1                       |
| Mesozoico   | Jurásico        | Superior / Tardío   | Titoniense Titoniano           | 149,2±0,7                   |
| Mesozoico   | Jurásico        | Superior / Tardío   | Kimmeridgiense Kimmeridgiano   | 154,8±0,8                   |
| Mesozoico   | Jurásico        | Superior / Tardío   | Oxfordiense Oxfordiano         | 161,5±1,0                   |
| Mesozoico   | Jurásico        | Medio               | Calloviense Calloviano         | 165,3±1,1                   |
| Mesozoico   | Jurásico        | Medio               | Bathoniense Bathoniano         | 168,2±1,2                   |
| Mesozoico   | Jurásico        | Medio               | Bajociense Bajociano           | 170,9±0,8                   |
| Mesozoico   | Jurásico        | Medio               | Aaleniense Aaleniano           | 174,7±0,8                   |
| Mesozoico   | Jurásico        | Inferior / Temprano | Toarciense Toarciano           | 184,2±0,3                   |
| Mesozoico   | Jurásico        | Inferior / Temprano | Pliensbachiense Pliensbachiano | 192,9±0,3                   |
| Mesozoico   | Jurásico        | Inferior / Temprano | Sinemuriense Sinemuriano       | 199,3±0,3                   |
| Mesozoico   | Jurásico        | Inferior / Temprano | Hettangiense Hettangiano       | 201,4±0,2                   |
| Mesozoico   | Triásico        | Triásico            | Triásico                       | 251,902±0,024               |

El Hettangiense o Hettangiano es el primer piso y edad del Jurásico Inferior/Temprano, y por tanto del Jurásico, en la escala temporal geológica. Sucede al Rhaetiense (último piso del Triásico) y precede al Sinemuriense. Se inició hace unos 201,4 millones de años y terminó hace unos 199,3 millones de años.
El Hettangiense se introdujo en la literatura científica por el geólogo suizo Eugène Renevier en 1864. Recibe su nombre de la localidad de Hettange-Grande (región de Lorena, Francia).

## Sección estratotipo y punto de límite global (GSSP)
La sección estratotipo y punto de límite global (GSSP) para la base del Hettangiense se encuentra en el paso de Kuhjoch en los montes del Karwendel  (Eben am Achensee, estado de Tirol, Austria). Se caracteriza por la primera aparición del amonites Psiloceras spelae tirolicum y del foraminífero aragonítico Praegubkinella turgescens. El piso y el GSSP fueron aprobados por la Comisión Internacional de Estratigrafía en mayo de 2009 y ratificados por la Unión Internacional de Ciencias Geológicas en abril de 2010.
El techo del Hettangiense se define por el GSSP de la base del Sinemuriense, que se caracteriza porla primera aparición de los amonites Vermiceras quantoxense y Vermiceras palmeri.

## Fauna del Pliensbachiense

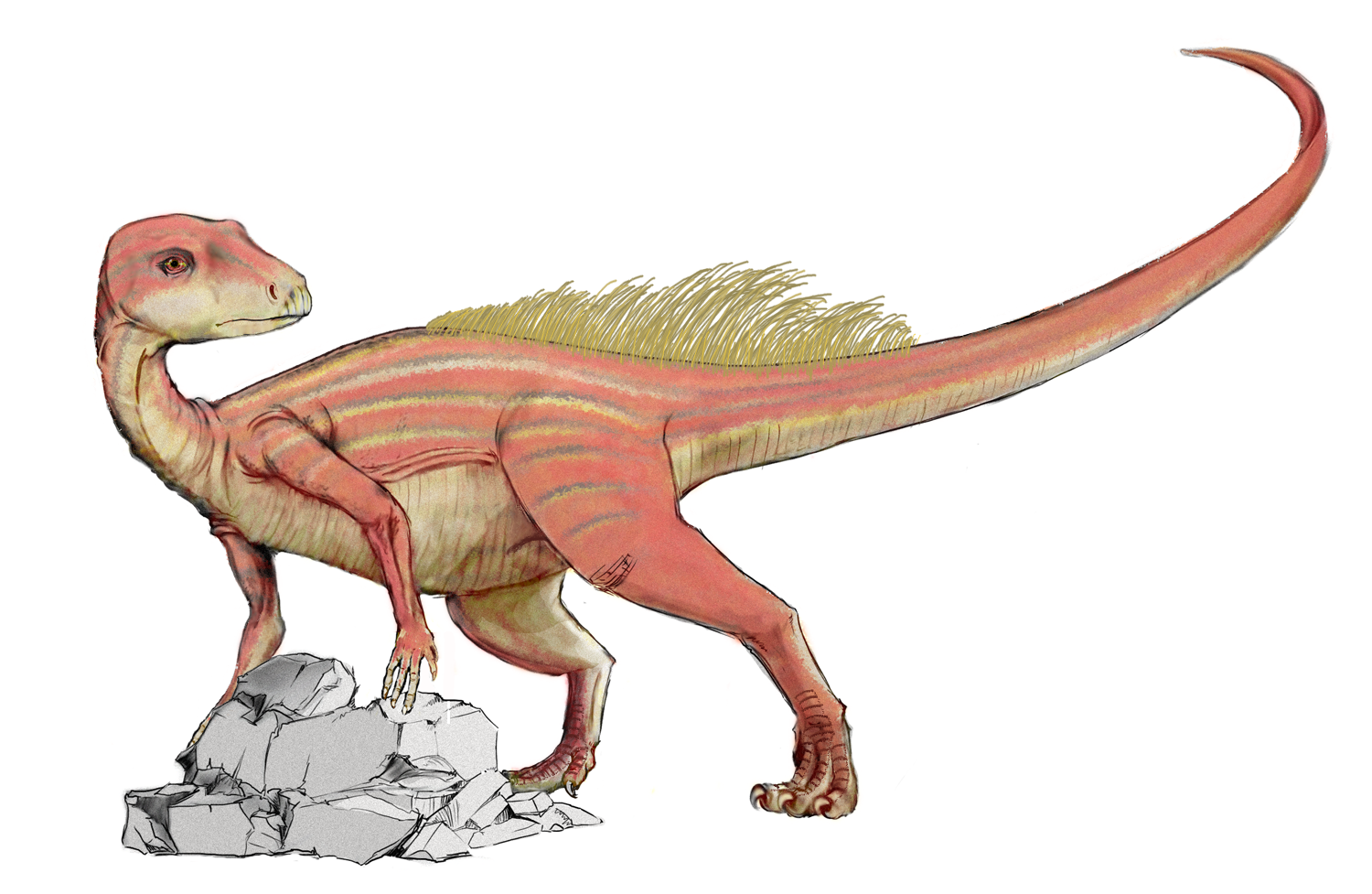
Abrictosaurus.
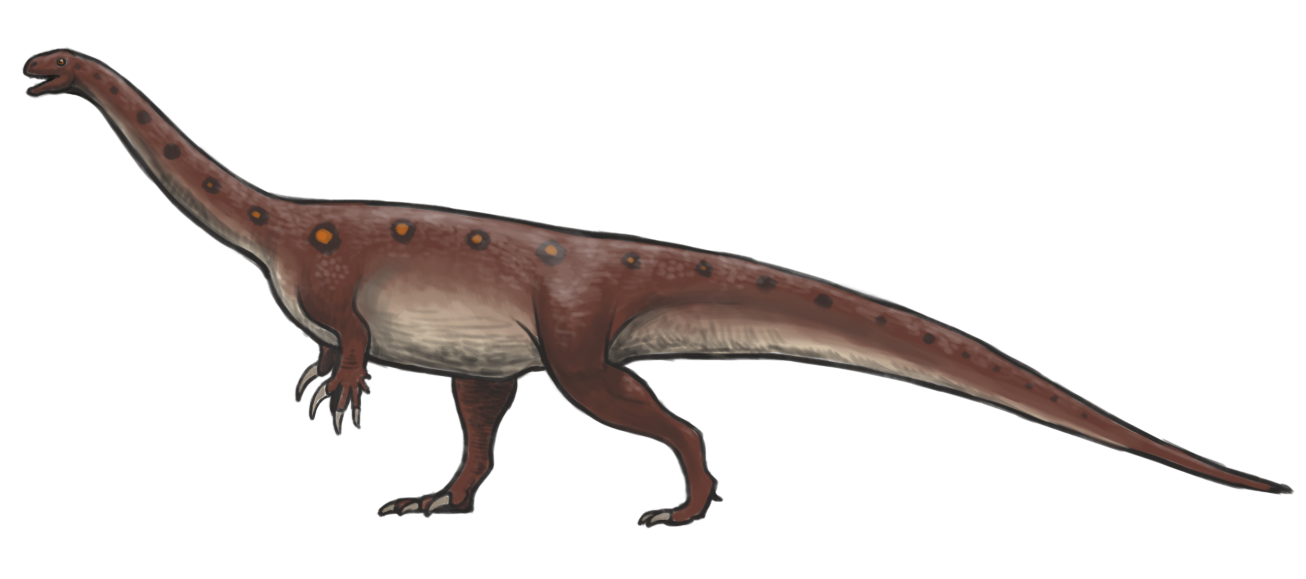
Massospondylus
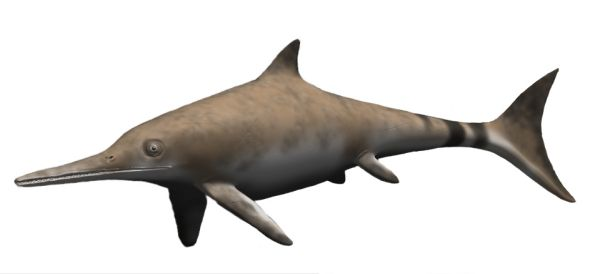
Ichthyosaurus